# Marianer

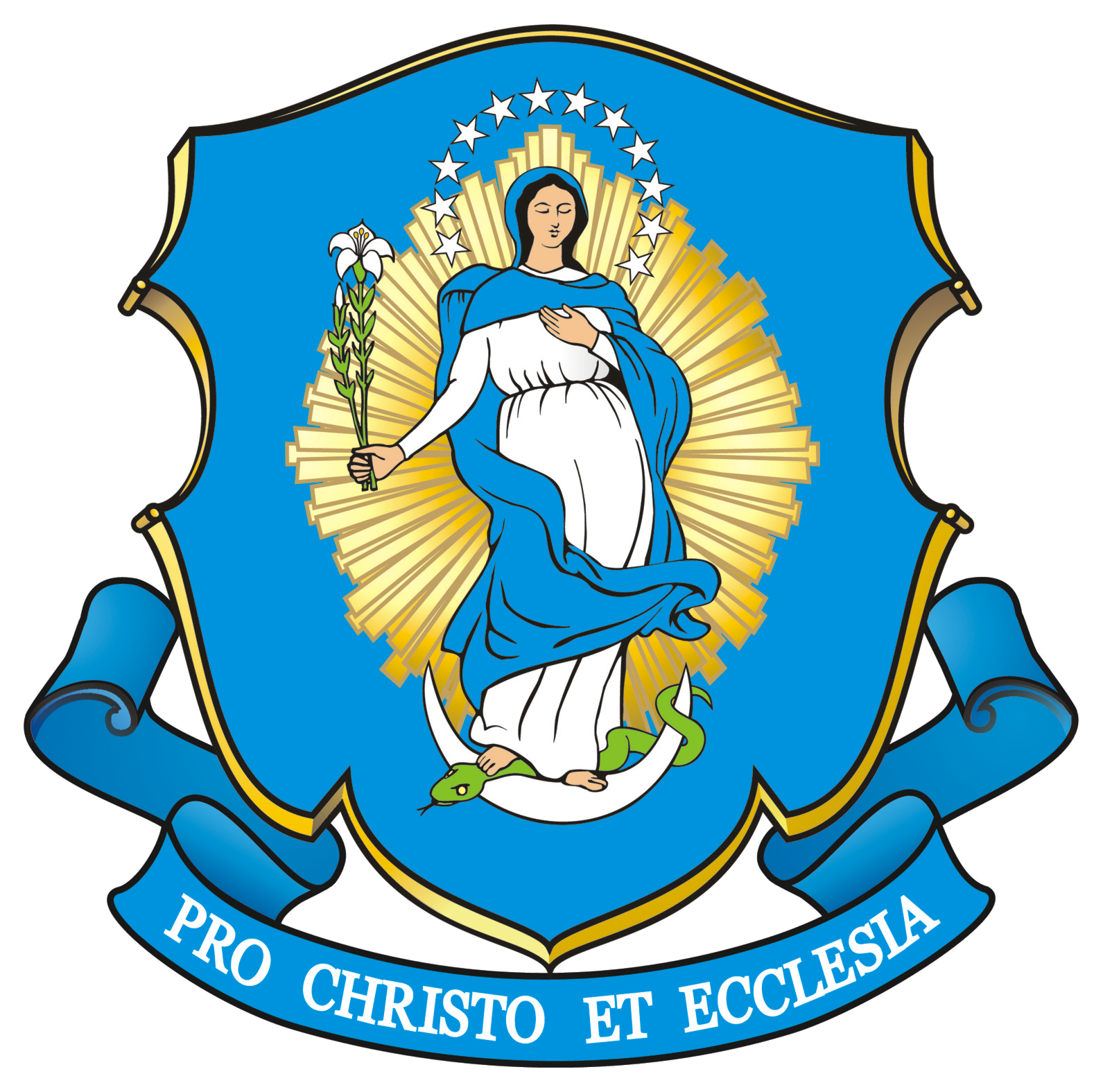
Marianenwappen

Die Kongregation der Regularkleriker Marianer von der Unbefleckten Empfängnis der allerseligsten Jungfrau Maria, kurz Marianer, sind eine römisch-katholische Ordensgemeinschaft. Das Ordenskürzel MIC leitet sich aus der lateinischen Bezeichnung Congregatio Clericorum Marianorum sub titolo Immaculatae Conceptionis Beatissimae Virginis Mariae ab.
Die Kongregation der Regularkleriker Marianer von der Unbefleckten Empfängnis (MIC) wurde 1673 von dem Polen Stanislaus Papczyński gegründet und ab dem Jahr 1909 von Jurgis Matulaitis erneuert. Sie ist heute in vielen Ländern der Erde tätig. Die Mitglieder der Kongregation der Marianer sind nach eigenen Aussagen bereit, der Kirche durch verschiedene Werke, die den Bedürfnissen der Zeit entsprechen, zu dienen. Seit 2023 ist Joseph Roesch der Generalsuperior des Ordens.
Bei der oberbayerischen Wallfahrtskirche Zur Schmerzhaften Mutter Gottes in Vilgertshofen im Landkreis Landsberg am Lech unterhielten die Marianer von 1988 bis 1996 eine Niederlassung und waren noch bis 2018 im Kloster Obermedlingen bei Augsburg seelsorgerisch tätig. In Litauen gibt es das Marianergymnasium Marijampolė.
Die Marianer sind nicht zu verwechseln mit den Marianisten und den Maristen.